# Сарпюр
Сарпюр (исл. Sarpur, дословно — «птичий зоб») — исландская национальная система управления культурно-историческими коллекциями и база данных, которая обеспечивает доступ к реестрам ресурсов большинства исландских музеев, художественных галерей и коллекций фотографии. Более 50 музеев и учреждений в Исландии являются участниками системы Сарпюр, в котором хранится информация о произведениях искусства, артефактах, фотографиях, археологических раскопках, зданиях, этнографии и описаниях географических названий, а также многие другие исландские материалы, представляющие культурную или историческую ценность.

## История
Система была создана Национальным музеем Исландии в сотрудничестве с разработчиком программного обеспечения — компанией Hugvit hf. Первая версия Сарпюр была выпущена в 1998 году, но изначально она была закрытой для свободного доступа и информацию в ей могли просматривать только музеи-участников. Вторая версия Сарпюр, также закрытая для сторонних пользователей, была выпущена в 2002 году. Открытая третья версия Сарпюр, в которой большинство записей доступно через внешний веб-сайт, была опубликована в 2013 году, и в том же году Национальная библиотечная система Исландии взяла на себя управление этой системой. Разработкой третьей версии занимались Национальный музей Исландии и Национальная библиотечная система Исландии в сотрудничестве с отделом консалтинга и специальных решений компании Þekking hf.

## Содержание каталога
Записи в Сарпюр содержат основные сведения о большей части музейных коллекций, включенных в состав музейного фонда Исландии. В 2021 году почти полсотни музеев и учреждений, участников Сарпюр, зарегистрировали в базе данных более 1,4 миллиона записей, которые хранятся во внутренней сети Сарпюр и доступны широкой публике через веб-сайт.
| Тип                               | Количество |
| --------------------------------- | ---------- |
| Археологические останки           | 9146       |
| Книги                             | 743        |
| Окаменелости                      | 69603      |
| Реликвии                          | 196869     |
| Здания                            | 97         |
| Фото                              | 1086478    |
| Искусство / Дизайн                | 34070      |
| Монеты / Банкноты                 | 1445       |
| Документы                         | 791        |
| Рисунки                           | 2401       |
| Декоративно-прикладное искусство  | 30105      |
| Источники географических названий | 5155       |

| Годы      | Количество |
| --------- | ---------- |
| 800-1099  | 11703      |
| 1100-1299 | 7526       |
| 1300-1499 | 3501       |
| 1500-1699 | 7058       |
| 1700-1899 | 41309      |
| 1900-1929 | 208197     |
| 1930-1949 | 267227     |
| 1950-1979 | 456544     |
| 1980-2010 | 137979     |

В каждой записи Сарпюр содержатся следующие сведения:
- Регистрационный номер объекта
- Наименование объекта
- Тип объекта
- Местонахождение
- Краткое описание
- Фотография